# Zjivjot takoj paren
Zjivjot takoj paren (russisk: Живёт такой парень) er en sovjetisk spillefilm fra 1964 af Vasilij Sjuksjin.

## Medvirkende
- Leonid Kuravljov som Pasjka Kolokolnikov
- Lidija Tjasjjina som Nastja Platonova
- Larisa Burkova som Katja Lizunova
- Renita Grigorjeva
- Nina Sazonova som Anisja